# Gran Premi de França del 1974
Resultats del Gran Premi de França de Fórmula 1 de la temporada 1974, disputat al circuit de Dijon-Prenois el 7 de juliol del 1974.

## Resultats
| Pos | No | Pilot                 | Equip               | Voltes | Temps/ Retirada | Pos. de sortida | Punts |
| --- | -- | --------------------- | ------------------- | ------ | --------------- | --------------- | ----- |
| 1   | 1  | Ronnie Peterson       | Lotus - Ford        | 80     | 1h 21' 55. 02   | 2               | 9     |
| 2   | 12 | Niki Lauda            | Ferrari             | 80     | + 20.36 s       | 1               | 6     |
| 3   | 11 | Clay Regazzoni        | Ferrari             | 80     | + 27.84 s       | 4               | 4     |
| 4   | 3  | Jody Scheckter        | Tyrrell - Ford      | 80     | + 28.11 s       | 7               | 3     |
| 5   | 2  | Jacky Ickx            | Lotus - Ford        | 80     | + 37.54 s       | 13              | 2     |
| 6   | 6  | Denny Hulme           | McLaren - Ford      | 80     | + 38.14 s       | 11              | 1     |
| 7   | 33 | Mike Hailwood         | McLaren - Ford      | 79     | + 1 Volta       | 6               |       |
| 8   | 4  | Patrick Depailler     | Tyrrell - Ford      | 79     | + 1 Volta       | 9               |       |
| 9   | 20 | Arturo Merzario       | Iso Marlboro - Ford | 79     | + 1 Volta       | 15              |       |
| 10  | 14 | Jean-Pierre Beltoise  | BRM                 | 79     | + 1 Volta       | 17              |       |
| 11  | 10 | Vittorio Brambilla    | March - Ford        | 79     | + 1 Volta       | 16              |       |
| 12  | 17 | Jean-Pierre Jarier    | Shadow - Ford       | 79     | + 1 Volta       | 12              |       |
| 13  | 26 | Graham Hill           | Lola - Ford         | 78     | + 2 Voltes      | 21              |       |
| 14  | 37 | François Migault      | BRM                 | 78     | + 2 Voltes      | 22              |       |
| 15  | 27 | Guy Edwards           | Lola - Ford         | 77     | + 3 Voltes      | 20              |       |
| 16  | 28 | John Watson           | Brabham - Ford      | 76     | + 4 Voltes      | 14              |       |
| Ret | 5  | Emerson Fittipaldi    | McLaren - Ford      | 27     | Motor           | 5               |       |
| Ret | 7  | Carlos Reutemann      | Brabham - Ford      | 24     | Direcció        | 8               |       |
| Ret | 19 | Jochen Mass           | Surtees - Ford      | 4      | Embragatge      | 18              |       |
| Ret | 16 | Tom Pryce             | Shadow - Ford       | 1      | Col·lisió       | 3               |       |
| Ret | 15 | Henri Pescarolo       | BRM                 | 1      | Embragatge      | 19              |       |
| Ret | 24 | James Hunt            | Hesketh - Ford      | 0      | Col·lisió       | 10              |       |
| NVQ | 22 | Vern Schuppan         | Ensign - Ford       |        |                 |                 |       |
| NVQ | 8  | Rikky von Opel        | Brabham - Ford      |        |                 |                 |       |
| NVQ | 34 | Carlos Pace           | Brabham - Ford      |        |                 |                 |       |
| NVQ | 21 | Jean-Pierre Jabouille | Iso Marlboro - Ford |        |                 |                 |       |
| NVQ | 9  | Hans Joachim Stuck    | March - Ford        |        |                 |                 |       |
| NVQ | 18 | José Dolhem           | Surtees - Ford      |        |                 |                 |       |
| NVQ | 23 | Leo Kinnunen          | Surtees - Ford      |        |                 |                 |       |
| NVQ | 43 | Gérard Larrousse      | Brabham - Ford      |        |                 |                 |       |

## Altres
- Pole: Niki Lauda 0' 58. 79

- Volta ràpida: Jody Scheckter 1: 00. 000 (a la volta 10)